# Cia. do Buggy
Cia. do Buggy war ein brasilianischer Hersteller von Automobilen.

## Unternehmensgeschichte
Das Unternehmen aus dem Bundesstaat Ceará begann 2003 mit der Produktion von Automobilen. Der Markenname lautete Cauype. 2007 endete die Produktion. Eine staatliche Quelle kennt Fahrzeuge der Baujahre 2003 bis 2005.

## Fahrzeuge
Das einzige Modell war ein VW-Buggy. Er ähnelte dem Caribe. Ein Rohrrahmen bildete die Basis. Darauf wurde eine offene Karosserie aus Fiberglas montiert. Eine Version hatte einen luftgekühlten Vierzylinder-Boxermotor mit 1600 cm³ Hubraum von Volkswagen do Brasil. Es gab aber auch Ausführungen mit wassergekühlten VW-Motoren mit 1000 cm³, 1600 cm³, 1800 cm³ und 2000 cm³ Hubraum. Anfangs hatten die Fahrzeuge eckige Scheinwerfer.
Modellpflege führte 2006 zu runden Scheinwerfern sowie drei runden Rückleuchten.